# Hydrocynus forskahlii
Hydrocynus forskahlii, engl. Elongate Tigerfish, gehört zu den afrikanischen Tigersalmlern.

## Verbreitung und Lebensraum
Hydrocynus forskahlii ist weiter verbreitet als andere Hydrocynus-Arten und kommt in West- und Zentralafrika vor. Zu seinen Verbreitungsgebieten gehört der Nil, Volta, der Albertsee (Albert Nyanza), Turkanasee, Gandjule-See und viele andere Gewässer. Die Fischart ist in Senegal, Niger, Elfenbeinküste, Guinea, Kamerun, Demokratische Republik Kongo, Ghana, Liberia, Benin, Gambia, Tschad und Sierra Leone verbreitet.

## Beschreibung
Die Fische können bis 80 Zentimeter lang und 15 Kilogramm schwer werden. Sie erreichen dabei eine maximale Lebenserwartung von vier Jahren. Ihr Körper ist langgestreckt und hat eine silbrige bis graue Färbung. Ihre Flossen sind teilweise rot gefärbt.

## Lebensweise
Hydrocynus forskahlii bildet kleine Schwärme, bzw. Schulen. Als Raubfisch jagt er häufig oberflächennah Beutefische, wobei langgestreckte Fischarten (Heringe, Buntbarsche und Afrikanische Salmler), die leicht heruntergeschluckt werden können, bevorzugt werden. Untersuchungen des Mageninhaltes haben ergeben, dass Fisch seine bevorzugte Beute ist. Außerdem frisst Hydrocynus forskahlii Insekten, Schnecken und sogar Gras. Unter bestimmten Umständen verhält sich H. forskahlii kannibalisch. Zu seinen Feinden gehört der Schreiseeadler (Haliaeetus vocifer). Laichwanderungen wurden in den Nebenflüssen der Kariba-Talsperre während der Regenzeit beobachtet.